# Hans Tutschku
Hans Tutschku (30 janvier 1966, Weimar, Allemagne) est un compositeur de musique électroacoustique résidant à Boston, Massachusetts, États-Unis.

## Biographie
Hans Tutschku est né en 1966 à Weimar et membre de l'Ensemble de musique intuitive de Weimar depuis 1982. Il a étudié la composition à Dresde, la Haye et Paris, et a participé aux séminaires de composition de Klaus Huber et Brian Ferneyhough. Il a été professeur de composition de musique électroacoustique au Conservatoire supérieur de Weimar en 1995-96, puis a enseigné à l'IRCAM à Paris de 1997 à 2001 et au conservatoire de Montbéliard de 2001 à 2004. En 2003 il a obtenu un doctorat en composition (PhD) à l'université de Birmingham sous la direction du professeur Jonty Harrison avant de devenir "Edgar-Varèse-Gastprofessor" (professeur invité) à l'université technique de Berlin.
Plusieurs prix internationaux de composition, notamment les prix de Bourges, CIMESP Sao Paulo, Hanns-Eisler, Ars Electronica, Noroit et Prix Musica Nova lui ont été décernés, et il a reçu le Prix de la Ville de Weimar en 2005.
Il a été nommé professeur de composition et directeur du studio de musique électroacoustique à l'université Harvard à Boston en septembre 2004.

## Discographie
- 2022 : Remembering Japan[1]
- 2017 : Viajes a Través de Sonidos[2]
- 2015 : Firmament[3]
- 1999 : Moment[4] (empreintes DIGITALes, IMED 9947, 1999)
- excitations – (empreintes DIGITALes, IMED 0050, 2000)
- Prix Ars Electronica Linz - 1998
- Ausbruch Aufbruch - DegeM-CD04 1998
- Prix international Noroit - Léonce Petitot 1998
- CIMESP Sao Paulo - 1995
- Ausbruch der Klänge - 1994

## Liste d'œuvres
- Distance liquide (2007)
- Durchdringung (1987)
- Eikasia (1999)
- Epexergasia - Neun Bilder (2000)
- … erinnerung… (1996)
- extrémités lointaines (1998)
- Flying Flute (1994)
- Hommage à Laszlo Moholy-Nagy (1987-88)
- human-space-factory (1999)
- Les invisibles (1996)
- La joie ivre (2002)
- memory-fragmentation (2000)
- Migration pétrée (2001)
- object-obstacle (2004)
- résorption-coupure (2000)
- Rituale (2004)
- Rojo (2004)
- Salut du Mexique (2006)
- Sein wirkliches Herz (1990)
- Sieben Stufen (1995)
- similis (2004)
- Die Suesse unserer traurigen Kindheit (2005)
- Übergänge (1989)
- Vibrations décomposées (2002)
- Die zerschlagene Stimme (1991)

## N&R
1. ↑  « Remembering Japan, by Hans Tutschku », sur empreintes DIGITALes (consulté le 1er janvier 2024)
2. ↑  « HANS TUTSCHKU - Viajes a Través de Sonidos - (2017), by VIAJERO INMÓVIL EX]P[RIMENTAL », sur VIAJERO INMÓVIL EX]P[RIMENTAL (consulté le 1er janvier 2024)
3. ↑  « Firmament, by Hans Tutschku », sur empreintes DIGITALes (consulté le 1er janvier 2024)
4. ↑  « Moment, by Hans Tutschku », sur empreintes DIGITALes (consulté le 1er janvier 2024)